# Roodkeelsaffierkolibrie
De roodkeelsaffierkolibrie (Hylocharis sapphirina) is een vogel uit de familie Trochilidae (kolibries).

## Verspreiding en leefgebied
Deze soort komt voor van oostelijk Colombia tot de Guiana's, zuidelijk Venezuela, zuidoostelijk Brazilië en noordoostelijk Argentinië.